# Bołochów
Bołochów (ukr. Болохів) – wieś na Ukrainie, w  obwodzie iwanofrankiwskim, w rejonie kałuskim.